# گردنه لتابند
گردنه لتابند (ارتفاع: ۲۴۹۹ متر یا ۸۱۹۹ فوت) یک گردنه کوهستانی است که افغانستان و جلال‌آباد را به هم متصل می‌کند. این گردنه در راه پاکستان در تپه‌های کارکاچه بین سه بابا و بوتخاک در رشته هندوکش واقع است. نام لتابند، به معنی «کوه پارچه‌ها» است زیرا یک باور قدیمی است که افرادی که در طول این مسیر تکه‌هایی از لباس را به بوته‌ها می‌آویزند، خواسته‌هایشان برآورده می‌شود.

## موقعیت
گردنه لتابند یک گردنه سخت و خطرناک است که مدت‌ها تنها جاده مناسب برای کالسکه‌ها یا وسایل نقلیه موتوری بین کابل و جلال‌آباد بوده‌است. مسیری طولانی اما کم باران است. این جاده توسط مغول‌ها در قرن شانزدهم برای رسیدن به کابل ایجاد شد و به عنوان بخشی جدایی‌ناپذیر از جاده ابریشم تا سال ۱۹۶۰ همچنان مورد استفاده قرار می‌گرفت، سرانجام جاده از طریق مسیر تنگ‌غرو تکمیل و آسفالت شد. این جاده جدید زمان سفر بین کابل و مرز پاکستان را از دو روز به چند ساعت کاهش داد. این جاده قرن‌ها پیوند مهمی در مسیر تجارت بین آسیای مرکزی و جنوب آسیا و یک راهبرد نظامی استراتژیک بود.
روستای اک بولاک در انتهای شرقی گردنه قرار داده‌است.

## تاریخچه
«یک پست نظامی توسط انگلیس در دومین جنگ افغانستان (۸۰–۱۸۷۸) ایجاد شد، که در دست سرهنگ هادسون در حالی بود که نیروهای افغان پست نزدیک شرپور را در دست داشتند. نیروهای هادسون محاصره شدند، اما در هوای صاف توانستند با خورنگار ارتباط برقرار کنند (دستگاهی که از آینه متحرک برای انعکاس نور خورشید برای سیگنال زدن به نقاط دور دست استفاده می‌شود). نیروهای سرهنگ هادسون در لتابند، به همراه نیروهای مستقر در پادگان در جاگدالاک نزدیک گردنه ارتباط برقرار کرده و با هم علیه تذین غیلزایی‌ها که تپه‌های اطراف را اشغال کرده بودند جنگیدند و سرانجام آنها را بیرون راندند.»